# Alberto Colombo
Alberto Colombo (Varedo, 23 de fevereiro de 1946 – 7 de janeiro de 2024) foi um automobilista italiano.
Na Fórmula 1, disputou a temporada de 1978 pelas equipes ATS e Merzario, não largando em três oportunidades. Entre 1974 e 1980, participou da Fórmula 2 europeia, com resultados razoáveis. Neste último ano, Colombo acumulou funções de piloto e chefe de equipe da Sanremo Racing, que utilizou chassis da March e da Toleman. 
Encerrou sua carreira logo depois da etapa de Hockenheim, onde terminou em quinto lugar. A partir de 1981, concentrou-se apenas na gestão de sua equipe.